# Reine Astrid (rose)
'Reine Astrid' est un cultivar de rosier obtenu par le rosiériste lyonnais Joseph Pernet-Ducher avant 1928 et mis au commerce par son gendre Jean Gaujard en 1937.
Il était rangé dans les Pernetianae et se trouve maintenant classé dans les hybrides de thé. Il rend hommage à la reine des Belges, Astrid de Suède (1905-1935), morte dans un accident d'automobile en Suisse, ce qui suscita une immense émotion en Europe.

## Description
Il s'agit d'un buisson vigoureux, bien ramifié résistant aux rigueurs de l'hiver. Il présente des fleurs rouge grenat à rouge-orangé dont les revers des pétales (26-40 pétales) sont éclairés de jaune doré. Elles sont pleines et de forme globuleuse. Les 
fleurs de cette variété très florifère sont remarquables par leur qualité odorante. La floraison est remontante. Freinée par la guerre, sa commercialisation n'a pas redémarré par la suite.
Cette variété a obtenu la médaille de vermeil de la Société française des rosiéristes (31 mai 1937). Elle ne doit pas être confondue avec la rose 'Princesse Astrid de Belgique' (Delbard, 2018).